# Jasenovica (Ribnik)
Jasenovica is een plaats in de gemeente Ribnik in de Kroatische provincie Karlovac. De plaats telt 22 inwoners (2001).